# Furgler
Der Furgler ist ein 3004 m ü. A. hoher Berg der Samnaungruppe im österreichischen Bundesland Tirol. Der Tourismusort Serfaus, der in unmittelbarer Nähe liegt, wird oft als Ausgangspunkt für die häufig ausgeführte Ersteigung des Berges gewählt.

## Aufstiege
Das Skigebiet Serfaus–Fiss–Ladis führt nahe an den Berg heran, was den Aufstieg sehr erleichtert. Ausgangspunkte sind hierbei die Mittel- oder die Bergstation der Komperdell-Seilbahn auf den Lazidkopf.
Der Aufstieg kann von der Seilbahn auf zwei markierten Bergpfaden erfolgen:
- Die nördliche Route führt von der Mittelstation (1980 m) entlang des Weitwanderwegs 702 am Furglersee (2458 m) vorbei, nach Westen durch das Furglertal, über das Furglerjoch (2748 m) und den ausgesetzten Nordgrat mit leichter Kletterei hinauf zum Gipfelkreuz.

- Die südliche Route führt von der Bergstation Lassida (2351 m) über die Böderköpfe zur Scheid (2429 m), weiter zum Tieftalsee (2783 m) und um diesen herum und von Südwesten auf den Gipfel.

Beide Routen können zu einer Überschreitung kombiniert werden (Dauer etwa 5,5 Stunden). Bei Aufstieg über die nördliche Route ist die Überschreitung geringfügig leichter als bei Aufstieg über die südliche Variante. Eine spezielle Kletterausrüstung wird nicht benötigt, festes Schuhwerk sowie Schwindelfreiheit und Trittsicherheit sind jedoch erforderlich.
- Ein weiterer Aufstieg erfolgt ab der Ascher Hütte über das Furglerjoch hinauf zum Gipfel (ca. 3 Stunden).

Im Winter gilt der Furgler als beliebter Skitourenberg.

## Gipfel
Auf dem Gipfel des Furglers steht das 1957 aufgebaute und 1988 neu errichtete und ungefähr neun Meter hohe Holz-Gipfelkreuz, das mit acht Seilen gesichert ist. Zwei Gedenktafeln erinnern an diese Ereignisse: „Heiliges Kreuz sei unsere Fahne in dem Kampf und jeder Not die uns wecke die uns mahne treu zu sein bis in den Tod“ (Errichtet von den Burschen und den Männern von Serfaus, 1957) und „Neu errichtet 1988 - Allen Helfern und Spendern Dank und Gottes Segen“.
Auf einer weiteren Gedenktafel erinnern die Kameraden von der Bergrettung Serfaus und seine Familie an Siegmund Oberacher (* 16. November 1944, † 23. März 1997): „Wenn Du erschöpft bist, suche neue Kräfte in den Höhen der Berge, wo Du Gott und dir selber am nächsten sein kannst. Je höher man steigt, umso klarer wird das Wasser, umso reiner der Schnee, umso leuchtender das Himmelszelt. Ein jeder Tag ist wie ein kleines Jahr und jede Stunde Bergeinsamkeit ist Ewigkeit.“
Vom Gipfel bietet sich bei guter Wetterlage eine herrliche Rundumsicht auf unzählige Alpengipfel.

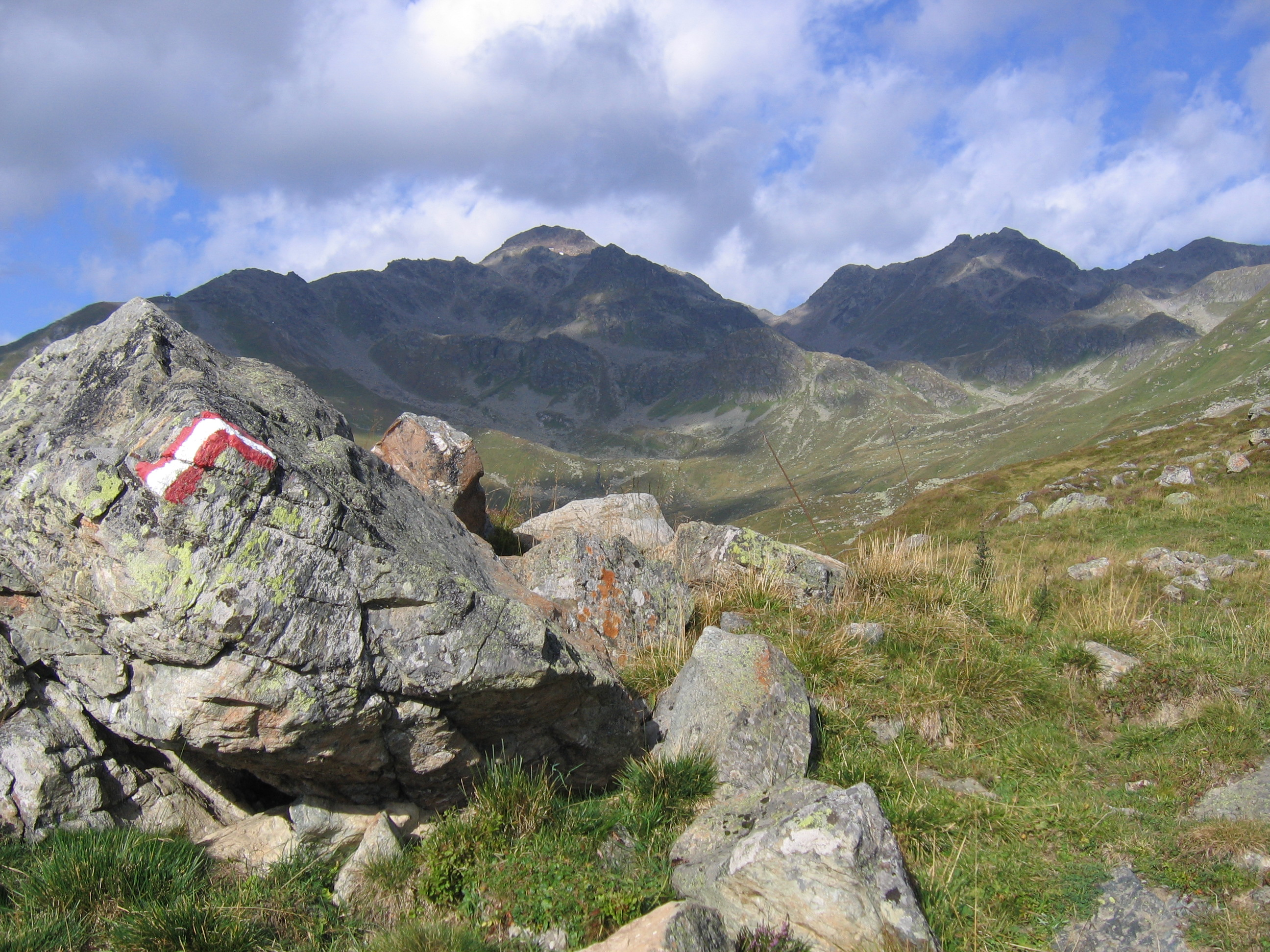
Der Furgler (links) vom Kölner Haus aus gesehen
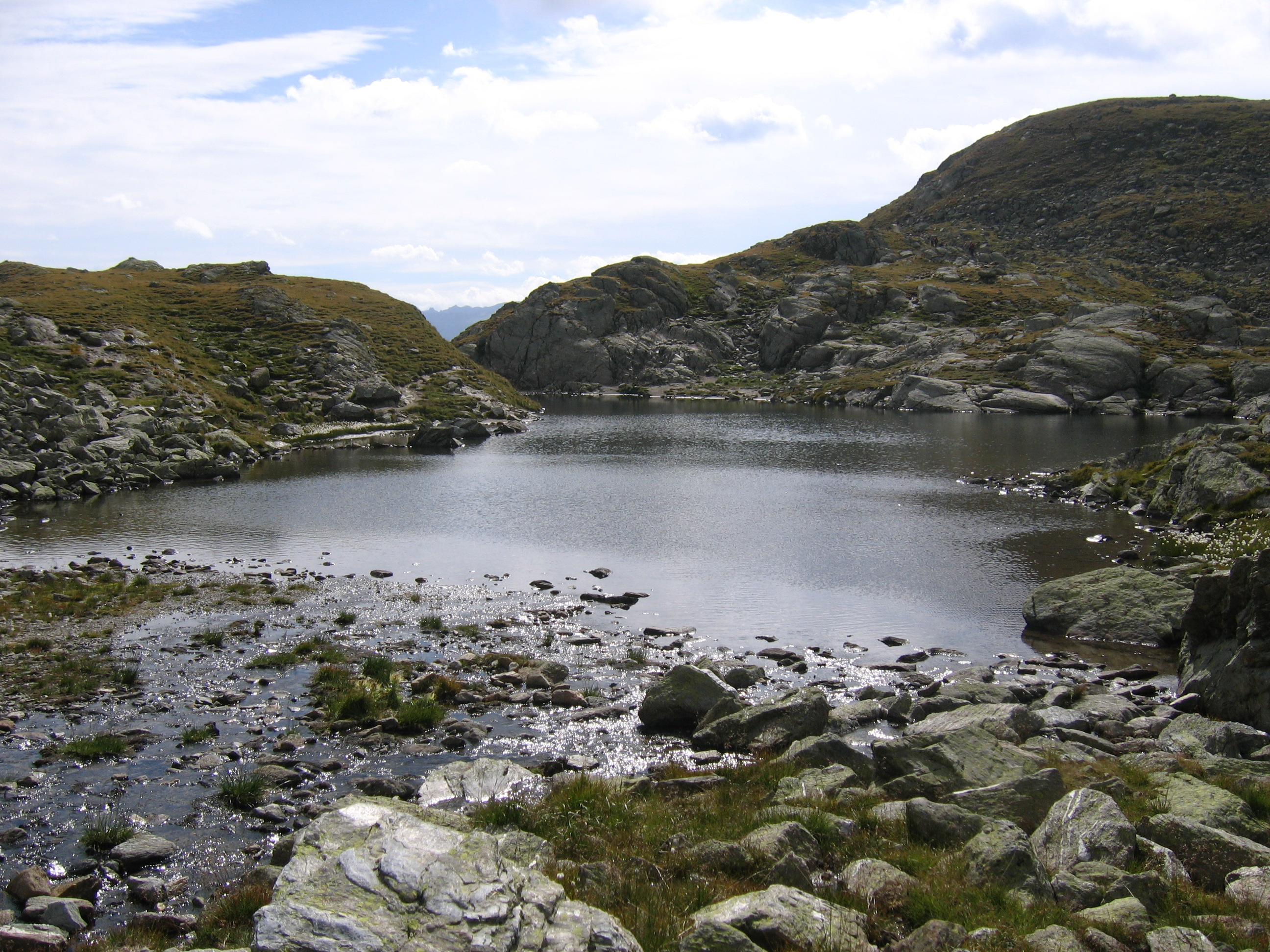
Der Furglersee
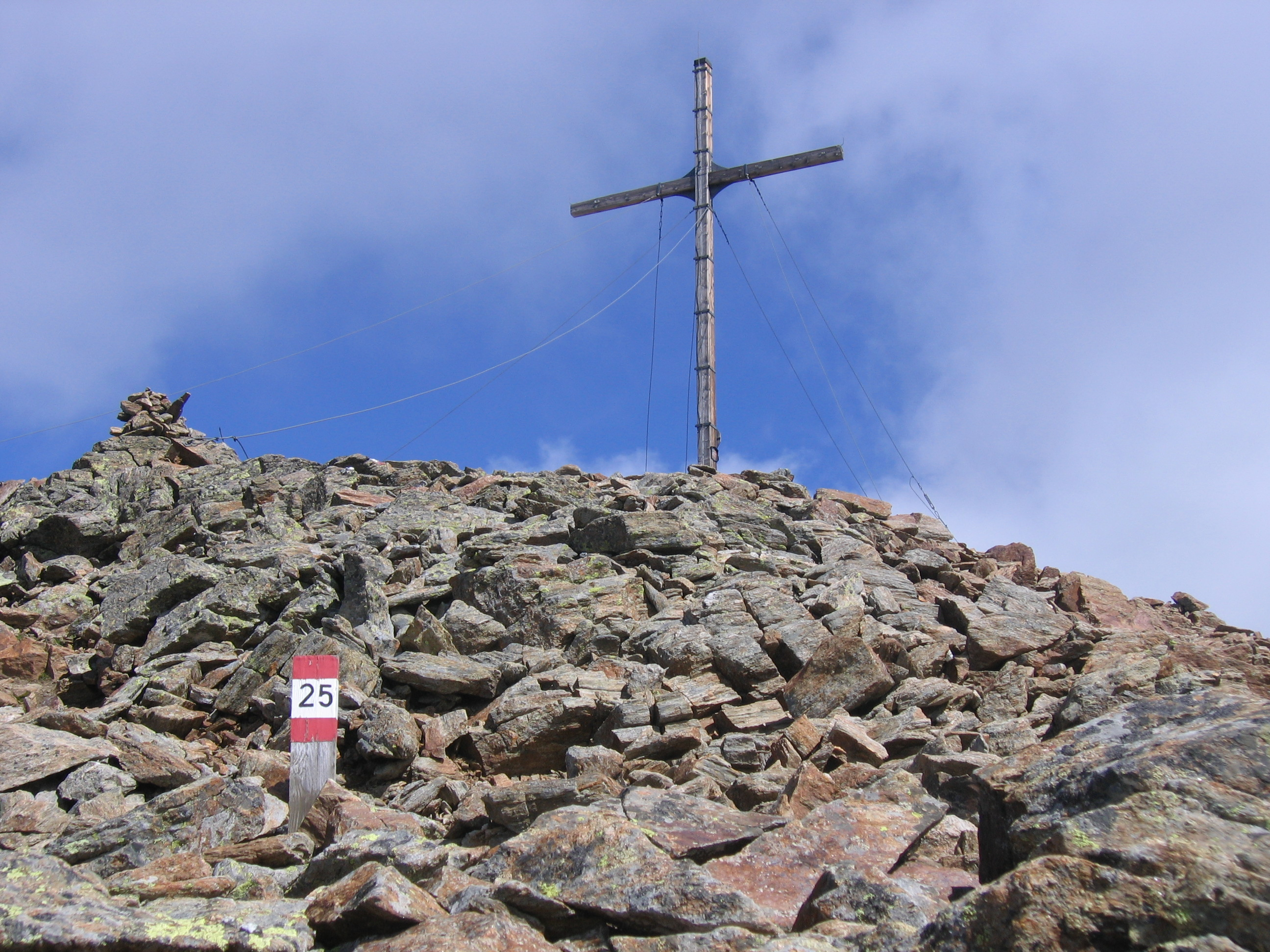
Das Gipfelkreuz des Furglers
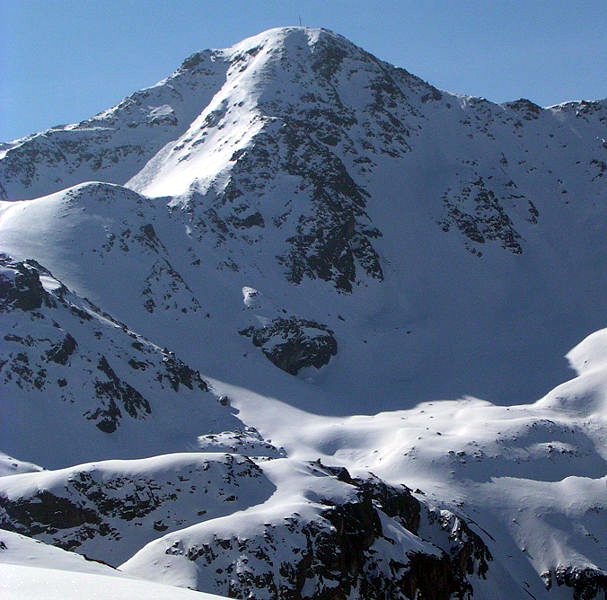
Der Furgler im Winter, Blick von Norden
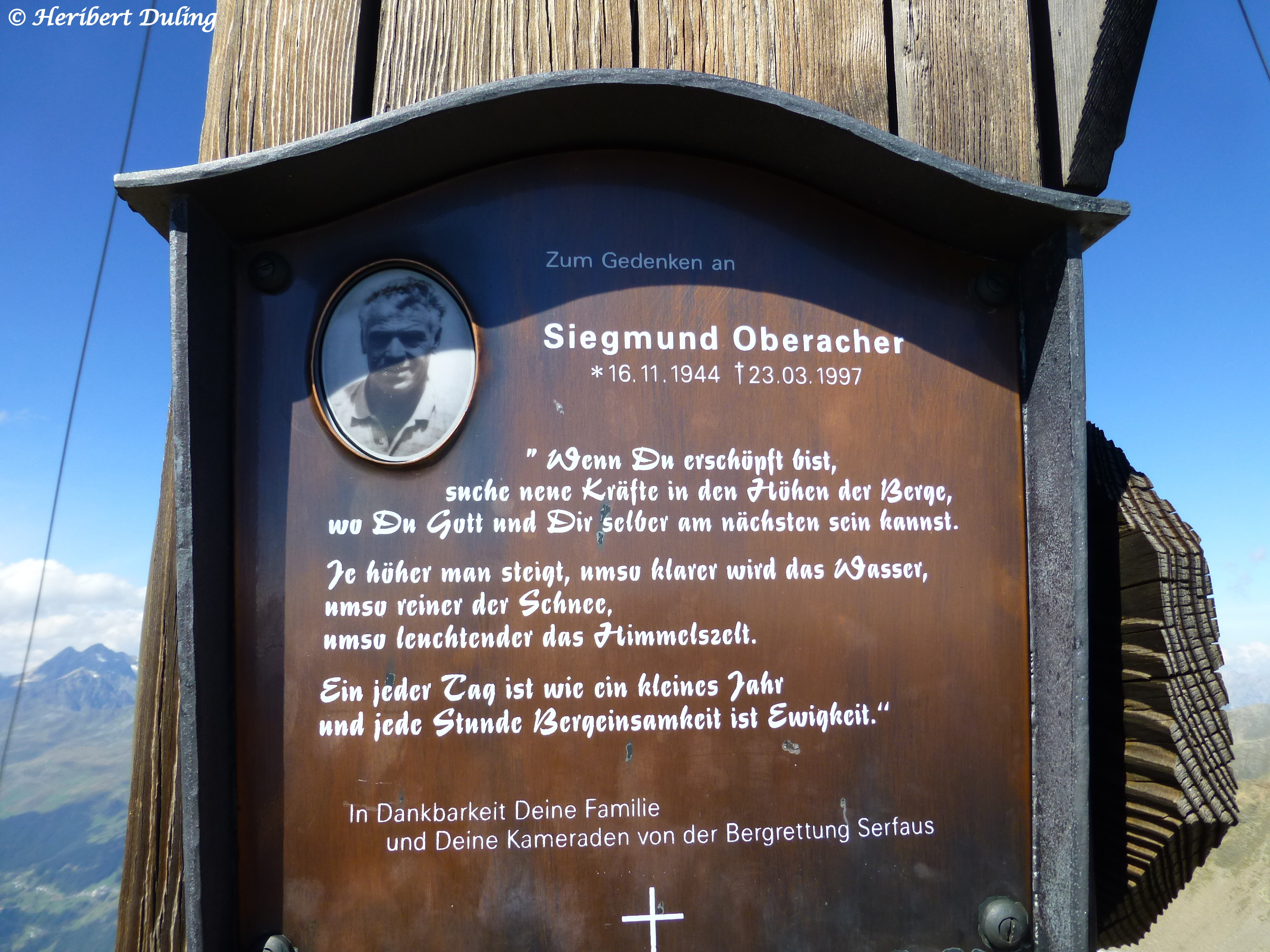
Gedenktafel am Gipfelkreuz
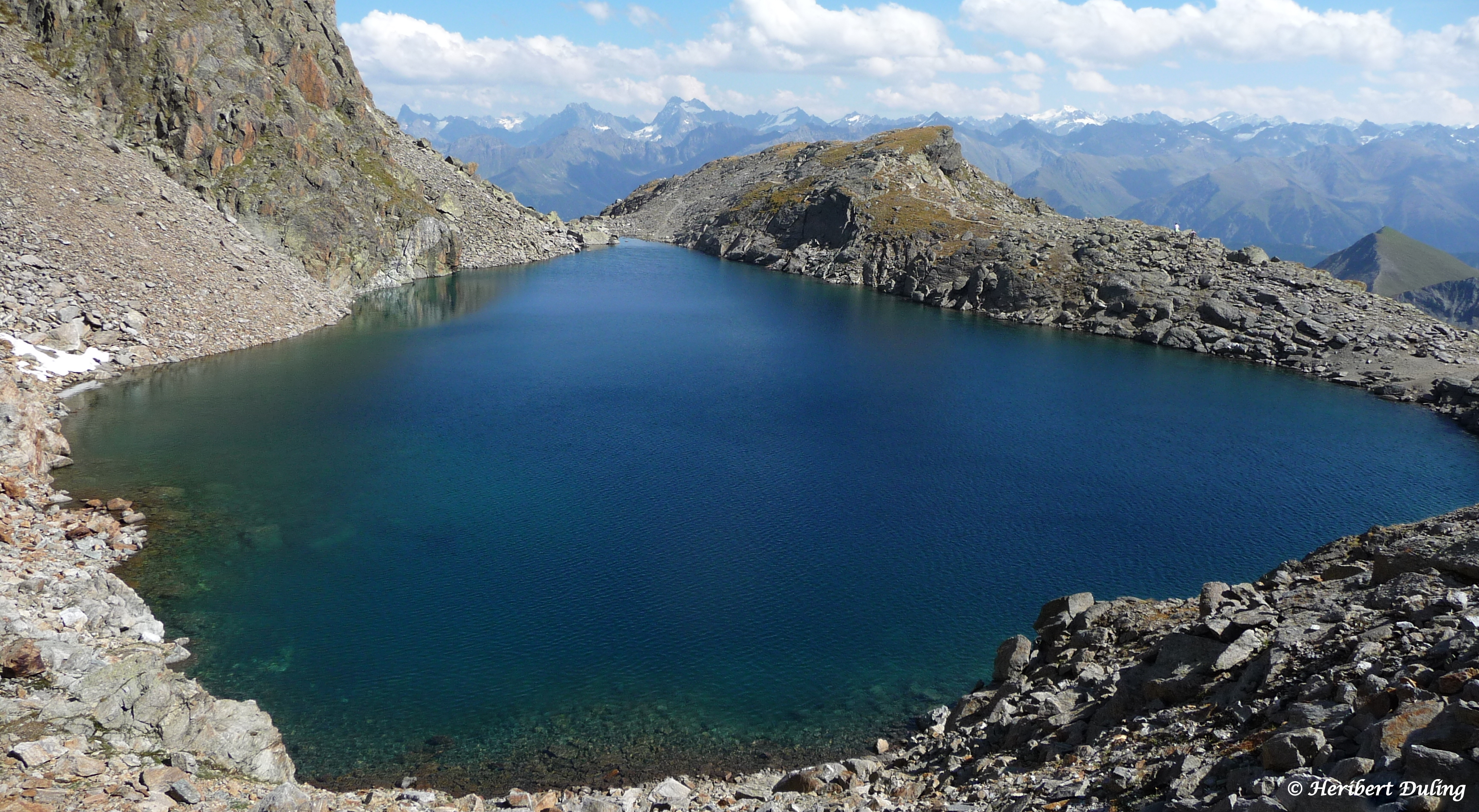
Der Tieftalsee am Furgler
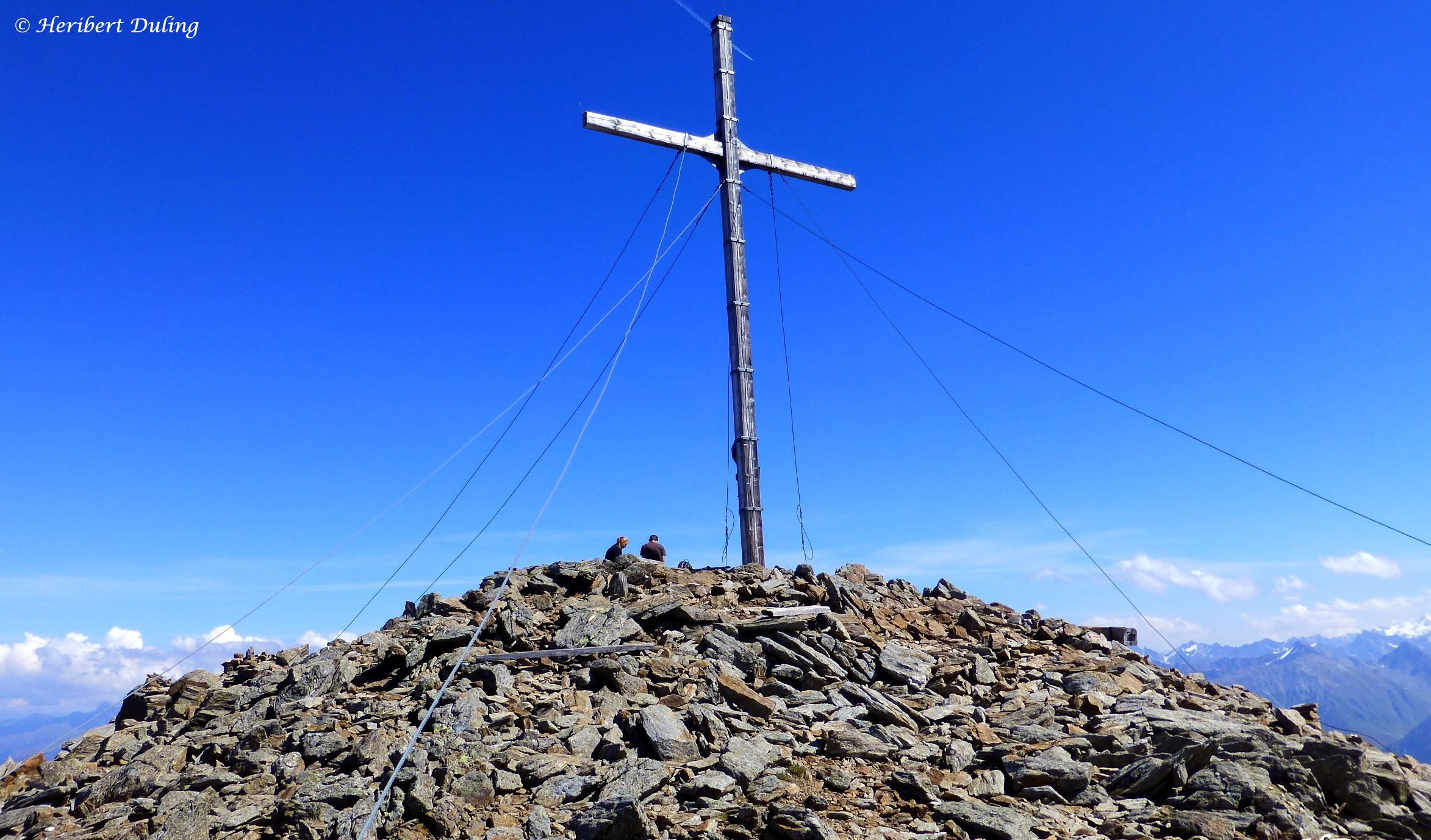
Gipfelkreuz des Furgler